# Scared to Be Lonely
Scared to Be Lonely è un singolo del DJ olandese Martin Garrix e della cantante britannica Dua Lipa, pubblicato il 27 gennaio 2017. È incluso nella riedizione del primo album in studio di quest'ultima, Dua Lipa: The Complete Edition.

## Descrizione
La canzone è stata descritta come un seguito a  In the Name of Love in collaborazione con la cantante Bebe Rexha. Garrix ha dichiarato che la canzone dà la stessa sensazione euforica e che ha un testo più profondo, che per lui è una caratteristica importante.
La copertina è stata rivelata il 19 gennaio 2017. Essa mostra i due artisti fianco a fianco su una collina, con il titolo sopra di loro. Garrix è sulla destra mentre Dua Lipa sulla sinistra, similmente alla copertina di In the Name of Love.

## Video musicale
Il video musicale è stato reso disponibile in concomitanza con l'uscita del singolo attraverso il canale YouTube di Martin Garrix. È stato diretto e scritto da Blake Claridge e prodotto da Craft London e Lois Newcombe.

## Tracce
Testi e musiche di Martijn Garritsen, Georgia Ku, Nathaniel Campany, Kyle Shearer e Giorgio Tuinfort.
Download digitale, streaming
1. Scared to Be Lonely – 3:40

Download digitale, streaming – Acoustic
1. Scared to Be Lonely (Acoustic Version) – 4:17

Download digitale, streaming – Remixes, Vol. 1 EP
1. Scared to Be Lonely (Brooks Remix) – 3:20
2. Scared to Be Lonely (DubVision Remix) – 3:10
3. Scared to Be Lonely (Zonderling Remix) – 3:54
4. Scared to Be Lonely (Alpharock Remix) – 3:55
5. Scared to Be Lonely (Funkin Matt Remix) – 3:38
6. Scared to Be Lonely (Julien Earle Remix) – 5:20

Download digitale, streaming – Remixes, Vol. 2 EP
1. Scared to Be Lonely (Gigamesh Remix) – 3:49
2. Scared to Be Lonely (Medasin Remix) – 3:32
3. Scared to Be Lonely (Loud Luxury Remix) – 3:27
4. Scared to Be Lonely (Conro Remix) – 3:22
5. Scared to Be Lonely (LOOPERS Remix) – 4:11
6. Scared to Be Lonely (Joe Mason Remix) – 3:27

## Formazione
Hanno partecipato alle registrazioni, secondo le note di copertina di Dua Lipa: The Complete Edition:
- Martin Garrix – produzione, ingegneria del suono
- Dua Lipa – voce
- Giorgio Tuinfort – produzione
- Valley Girl – produzione
- Lorna Blackwood – produzione
- JP Regrete – ingegneria del suono
- Cameron Gower-Poole – ingegneria del suono
- Frank van Essen – arrangiamento, violino, corde

## Classifiche

### Classifiche settimanali
| Classifica (2017) | Posizione massima |
| ----------------- | ----------------- |
| Australia         | 14                |
| Austria           | 10                |
| Belgio (Fiandre)  | 10                |
| Belgio (Vallonia) | 26                |
| Canada            | 32                |
| Danimarca         | 8                 |
| Filippine         | 45                |
| Finlandia         | 5                 |
| Francia           | 32                |
| Germania          | 9                 |
| Irlanda           | 12                |
| Italia            | 21                |
| Libano            | 11                |
| Malaysia          | 5                 |
| Norvegia          | 2                 |
| Nuova Zelanda     | 8                 |
| Paesi Bassi       | 3                 |
| Portogallo        | 9                 |
| Regno Unito       | 14                |
| Repubblica Ceca   | 5                 |
| Romania           | 16                |
| Slovacchia        | 4                 |
| Spagna            | 21                |
| Stati Uniti       | 76                |
| Svezia            | 3                 |
| Svizzera          | 10                |
| Ungheria          | 3                 |

### Classifiche di fine anno
| Classifica (2017) | Posizione |
| ----------------- | --------- |
| Australia         | 48        |
| Austria           | 56        |
| Belgio (Fiandre)  | 46        |
| Belgio (Vallonia) | 89        |
| Brasile           | 145       |
| Canada            | 92        |
| Danimarca         | 49        |
| Francia           | 91        |
| Germania          | 52        |
| Italia            | 75        |
| Norvegia          | 9         |
| Nuova Zelanda     | 46        |
| Paesi Bassi       | 10        |
| Portogallo        | 23        |
| Regno Unito       | 42        |
| Svezia            | 14        |
| Svizzera          | 39        |
| Ungheria          | 22        |